# 李蘋芬
李蘋芬（1991年—），臺灣臺北市人，臺灣新生代詩人。著有詩集《初醒如飛行》、《昨夜涉水》，2023年入圍台灣文學金典獎。
曾獲齊東詩舍詩的蓓蕾獎、台北文學獎、國藝會出版補助等，入選年度《臺灣詩選》、《新世紀新世代詩選》與九歌年度散文選。在臺大中文所教授劉正忠指導下，以零雨詩研究獲得文學碩士學位，並獲得台灣文學館台灣文學傑出論文獎。 目前在政大攻讀博士學位。

## 文字風格
對於第一本詩集，李蘋芬自陳《初醒如飛行》宛如「疼痛前的寧靜」。 在詩觀上，認為「詩不是一個容器，而是會裂開、有裂痕的，從中才能產生創作」以及「詩一直在追問，在逼迫，把問題勾連另一個問題」。
每天為你讀一首詩曾評論，李蘋芬的詩作溶入她個人的故事、經驗及感思，具有獨特的眼光和敏銳的觸覺。

## 出版著作

### 詩集
- 《初醒如飛行》（啟明出版，2019）ISBN 9789869705455
- 《昨夜涉水》（時報出版，2023）ISBN 9786263536142

## 外部連結
- 啟明出版社-李蘋芬 （页面存档备份，存于）